# Bruchophagus shonanethrus
Bruchophagus shonanethrus är en stekelart som beskrevs av T.C. Narendran 1994. Bruchophagus shonanethrus ingår i släktet Bruchophagus och familjen kragglanssteklar. Inga underarter finns listade.